# Dană

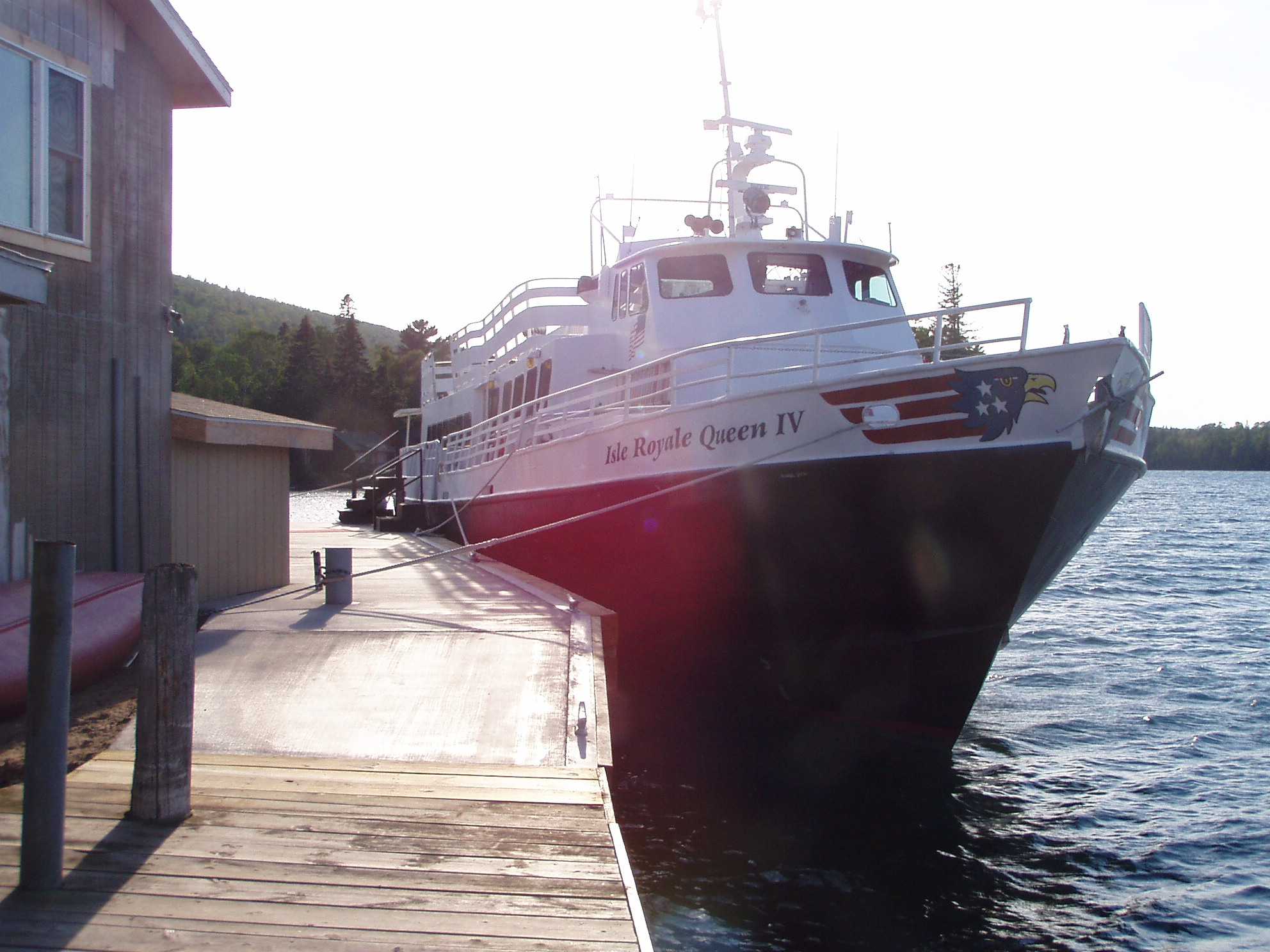
navă staţionată la dană

Cuvântul dană are două semnificații în domeniul naval: 
- 1. Loc de staționare. Porțiune de cheu (dană) la care poate acosta o navă; locul dintr-un bazin portuar unde o navă poate ancora în vederea desfășurării operațiilor de încărcare-descărcare.
- 2. Loc într-un depozit, pe cheu, sau în magazia navei, ocupat de o marfă formată din piese aproximativ identice, aranjate cap la cap într-o singură stivă.

După destinație, o dană poate fi:
- dană pasageri
- dană comercială (pentru mărfuri)